# Macella
Macella is een geslacht van vlinders van de familie spinneruilen (Erebidae), uit de onderfamilie Calpinae.

## Soorten
- M. euritiusalis (Walker, 1859)
- M. flavithorax Gaede, 1940
- M. sexmaculata Holland, 1894
- M. sideris (Holland, 1894)